# 김희성 (1995년)
김희성(1995년 12월 18일 ~ ) 은 대한민국의 축구선수이다. 현재 김포 FC 소속이다.